# Gerhard Lenski
Gerhard Emmanuel „Gerry“ Lenski, Jr. (13. srpna 1924 Washington, D.C. – 7. prosince 2015) byl americký sociolog, který se zasloužil o sociologii náboženství, teorii sociální nerovnosti a představil ekologicko-evoluční teorii. Většinu své kariéry strávil jako profesor na University of North Carolina v Chapel Hill, kde působil jako vedoucí katedry sociologie v letech 1969–1972, a jako předseda odboru sociálních věd v letech 1976–1978.

## Vědecká práce

### Sociologie náboženství
Na počátku své kariéry se Lenski věnoval studiu sociologie náboženství. Hlavní myšlenkou jeho výzkumu byla snaha popsat vliv náboženství na každodenní život jednotlivce a sekulární organizaci státu. Svůj dosavadní výzkum publikoval v díle Náboženský faktor. Lenski empirickým výzkumem odkryl výrazný vliv náboženské identity jednotlivce na mnohé aspekty každodenního života, jako je politika (např. politické ideologie, preference k jednotlivým politickým stranám), ekonomie (např. vztah k práci a odborům) a rodinný život (např. počet dětí, vztahy v rodině).
Jako jeden z konkrétních příkladů uvádí postoj jednotlivých církví k intelektuální autonomii. Židé a protestanti jsou podle něj více názorově nezávislí na názorech své církve než katolíci, kteří si cení jisté úrovně “poslušnosti” a jsou tak méně inklinováni ke vstupu do vědy. Tento názor sdílel i s katolickými sociology.

### Kritika marxismu a statusová inkonzistence
V 50. letech 20. století Lenski věnoval zvláštní pozornost marxismu. Karl Marx byl pro něj zdrojem inspirace, protože Lenského fascinovalo vše, co se týkalo utváření společnosti. Marx společnost rozděloval na dvě strany - vykořisťované a vykořisťovatele. Podle Lenského se však toto pojetí ukázalo jako nereálné a sám vyvinul novou teorii zvanou inkonzistence statusu. Jinými slovy jde o teorii zabývající se nestálostí postavení jedince ve společnosti. Říká, že člověk se často nachází v různých třídách na různých pozicích, tedy že jeho status není stálý. Jeho práce v tomto směru mu zajistila uznání mnoha předních sociologů tehdejší doby, kteří ji považovali za užitečnou metodu, která jim pomohla lépe porozumět nerovnostem ve společnosti.

### Ekologicko-evoluční teorie
Ekologicko-evoluční teorie podle Gerharda Lenskeho je sociologická teorie sociokulturní evoluce, která vysvětluje původ a změnu společnosti a kultury vlivem přírodního prostředí a technologické změny.
Lenski tvrdí, že tato teorie je ve srovnání s biologickou evolucí účelnější a mnohem rychlejší. V sociokulturní evoluci existuje také proces intersociální selekce (v biologické evoluci - přežití nejsilnějších), kdy jsou méně vhodné sociokulturní systémy nahrazeny účinnějšími. Je to díky vysoké technické úrovni společností.
Technologický faktor je pro Lenskeho velmi důležitý. Zdůrazňuje ho nad všemi ostatními faktory, a proto vznikla ekologická a evoluční typologie lidských společností. Velkou roli hraje také životní prostředí a zeměpisná poloho obecně, neboť izolované společnosti váznou na spolupráci s ostatními zeměmi.
Rozlišuje společnosti na:
- Společnost lovců a sběračů

- Zahradnická společnost
- Zemědělská neboli agrární společnost
- Průmyslová společnost
- Rybářská společnost
- Námořní společnost

Lenskeho teorii můžeme použít k analýze změn sociálních nerovností. V každé společnosti je určitá úroveň sociální nerovnosti, což je správně, protože to souvisí s rozdíly ve schopnostech jednotlivců. Sociální nerovnost byla ve společnostech vždy vyšší než jaká by měla být, neboť si elity chtěly udržet své dominantní postavení. Sociální nerovnost dosáhla nejvyšší úrovně v agrárních nebo v průmyslových společnost a od té doby klesá.